# Consistório Ordinário Público de 2018
O Consistório Ordinário Público de 2018 decorreu na Cidade do Vaticano em 29 de junho de 2018 sob a presidência do Papa Francisco. Neste Consistório foram criados 14 novos Cardeais, 11 eleitores e 3 eméritos.

## Enquadramento
O Consistório Ordinário Público de 2018 foi o quinto do pontificado do Papa Francisco. O Papa criou 14 novos cardeais, dos quais onze eleitores e três eméritos (não eleitores).
Dos novos cardeais, um é patriarca, dez são arcebispos, dois são bispos e um é presbítero.
Neste consistório estão representados onze países, com três novos cardeais da Itália (todos eleitores), dois da Espanha (um eleitor e um emérito) e um, respectivamente, do Iraque,  Polônia, Paquistão, Portugal, Peru, Madagascar, Japão (eleitores) e Bolívia e México (eméritos).
Dos 14 Cardeais criados neste Consistório constam 1 Cardeal-Bispo (de rito oriental), 9 Cardeais-Presbíteros e 4 Cardeais-Diáconos.
Após este Consistório o número total de membros do Colégio Cardinalício ascendeu a 226 Cardeais, incluindo 125 Cardeais Eleitores e 101 Cardeais Eméritos.
Neste Consistório o Papa Francisco deliberou também a elevação de 4 Cardeais de rito latino à Ordem dos Cardeais-Bispos, sendo extranumerários face aos Cardeais-Bispos das Dioceses Suburbicárias, mas equiparados a estes. Dos novos Cardeais-Bispos, 3 eram anteriormente Cardeais-Presbíteros e 1 era Cardeal-Diácono.

## Cardeais
Os prelados elevados ao cardinalado foram os seguintes:
| Nº                                | País               | Nome                                | Idade              | Cargo                                                                                                 | Título ou Diaconia                                          |
| Cardeais Eleitores                | Cardeais Eleitores | Cardeais Eleitores                  | Cardeais Eleitores | Cardeais Eleitores                                                                                    | Cardeais Eleitores                                          |
| --------------------------------- | ------------------ | ----------------------------------- | ------------------ | --- | ----------------------------------------------------------- |
| 1                                 | Iraque             | Louis Raphaël I Sako                | 69                 | Patriarca Caldeu da Babilônia                                                                         | Cardeal-bispo                                               |
| 2                                 | Espanha            | Luis Francisco Ladaria Ferrer, S.J. | 74                 | Prefeito da Congregação para a Doutrina da Fé                                                         | Cardeal-diácono de Santo Inácio de Loyola no Campo de Marte |
| 3                                 | Itália             | Angelo De Donatis                   | 64                 | Vigário Geral de Roma                                                                                 | Cardeal-presbítero de São Marcos                            |
| 4                                 | Itália             | Giovanni Angelo Becciu              | 70                 | Substituto da Secretaria de Estado da Santa Sé Eleito Prefeito da Congregação para a Causa dos Santos | Cardeal-diácono de São Lino                                 |
| 5                                 | Polónia            | Konrad Krajewski                    | 54                 | Esmolaria Apostólica                                                                                  | Cardeal-diácono de Santa Maria Immacolata all'Esquilino     |
| 6                                 | Paquistão          | Joseph Coutts                       | 72                 | Arcebispo de Karachi                                                                                  | Cardeal-presbítero de São Bonaventura da Bagnoregio         |
| 7                                 | Portugal           | António Augusto dos Santos Marto    | 71                 | Bispo de Leiria-Fátima                                                                                | Cardeal-presbítero de Santa Maria Sopra Minerva             |
| 8                                 | Peru               | Pedro Ricardo Barreto Jimeno, S.J.  | 74                 | Arcebispo de Huancayo                                                                                 | Cardeal-presbítero de Santos Pedro e Paulo na Via Ostiense  |
| 9                                 | Madagáscar         | Désiré Tsarahazana                  | 64                 | Arcebispo de Toamasina                                                                                | Cardeal-presbítero de São Gregório Barbarigo na Tre Fontane |
| 10                                | Itália             | Giuseppe Petrocchi                  | 69                 | Arcebispo de L’Aquila                                                                                 | Cardeal-presbítero de São João Batista dos Florentinos      |
| 11                                | Japão              | Thomas Aquino Manyo Maeda           | 69                 | Arcebispo de Osaka                                                                                    | Cardeal-presbítero de Santa Pudenciana                      |
| Cardeais Eméritos (não eleitores) |                    |                                     |                    | |                                                             |
| 12                                | México             | Sergio Obeso Rivera                 | 86                 | Arcebispo-emérito de Jalapa                                                                           | Cardeal-presbítero de São Leão I                            |
| 13                                | Bolívia            | Toribio Ticona Porco                | 81                 | Prelato-emérito de Corocoro                                                                           | Cardeal-presbítero de Santos Joaquim e Ana em Tuscolano     |
| 14                                | Espanha            | Aquilino Bocos Merino, C.M.F.       | 80                 | Superior General Emérito da Congregação dos Missionários Filhos do Imaculado Coração de Maria         | Cardeal-diácono de Santa Lúcia do Gonfalone                 |